# Xã Royalton, Quận Fulton, Ohio
Xã Royalton (tiếng Anh: Royalton Township) là một xã thuộc quận Fulton, tiểu bang Ohio, Hoa Kỳ. Năm 2010, dân số của xã này là 1.515 người.